# Solenopsis novemmaculata
Solenopsis novemmaculata es una especie de hormiga del género Solenopsis, subfamilia Myrmicinae.